# Diócesis de Oriente
La Diócesis de Oriente o diócesis del Este fue una diócesis del Imperio romano tardío que abarcaba las provincias del Oriente Próximo occidental, entre el mar Mediterráneo y Mesopotamia. Durante la Antigüedad tardía, fue una de las principales regiones comerciales, agrícolas, religiosas e intelectuales del imperio, y su localización estratégica frente el Imperio sasánida y las tribus rebeldes del desierto le otorgó una importancia militar excepcional. Su capital fue Antioquía del Orontes, y su gobernador tenía el título especial de Comes Orientis (lit: Compañero de Oriente), de la clase «hombre espectacular» (vir spectabilis) y más tarde «hombre glorioso» (vir gloriosus) en vez del ordinario vicario. La diócesis fue creada después de las reformas de Diocleciano en 297 y fue subordinada a la prefectura del pretorio de Oriente.

## Historia
La diócesis incluía originalmente todas las provincias de Oriente Próximo del imperio: Isauria, Cilicia, Chipre, Eufratensis, Mesopotamia, Osroena, Siria, Celesiria, Fenicia, Palaestina Prima, Palaestina Secunda, Arabia y las provincias egipcias Augustamnica, Tebaida, Libia Superior y Libia Inferior, que fueron posteriormente separadas y agrupadas en la nueva diócesis de Egipto en el reinado de Valente (364-378). Durante el siglo IV, varias provincias fueron divididas y aparecieron las de Cilicia I y Cilicia II, Siria Prima y Siria Salutar, Fenicia Prima y Fenicia Libanennsis (al este del monte Líbano), Palaestina Prima, Palaestina Secunda y Palaestina Salutaris (o Palaestina III). La última creación de una nueva provincia data del reinado del emperador Justiniano (527-565), cuando Teodoria, la región en torno a Laodicea, fue separada de la Siria Prima (538). Alrededor del mismo periodo, Chipre fue separado también de la diócesis y se integró en una nueva superprovincia, la Cuestura del Ejército.
En 535 y como parte de sus reformas administrativas, Justiniano abolió la diócesis, y el conde del Oriente se transformó en gobernador provincial de la Siria I, aunque mantuvo su antiguo título de «hombre espectacular» y su salario. La extensión entera de la antigua diócesis quedó bajo ocupación sasánida los años 610 y 620, durante la guerra bizantino-sasánida de 602-628. Tras la victoria bizantina en la guerra y la recuperación de la región, se perdió nuevamente, esta vez definitivamente, a manos de los conquistadores musulmanes: en los años 640, Cilicia formó la frontera entre el Imperio bizantino y el nuevo Califato ortodoxo, mientras que los dos Estados se disputaban el señorío de Chipre. De las antiguas provincias de la diócesis de Oriente, solamente Isauria y partes de las dos Cilicias permanecieron bajo control bizantino, agrupadas en el nuevo Thema Anatólico.

## Lista deComites Orientis
- Loliano Mavorcio (330-336)
- Feliciano (335-?)
- Nebridio (354-358)
- Domicio Modesto (358-362)
- Juliano (362-363)
- Aradio Rufino (363-364)
- Eutolmio Taciano (370-374)[4]
- Tusciano (381)[5]
- Eparquio Filagrio (c. 382)
- Próculo (383-384)[6]
- Icario (c. 384)
- Irineo (431-435)
- Efraín de Antioquía (c. 522-c. 525)
- Asterio (587-588)
- Baco (588-589)
- Bonoso (c. 609-610)